# آداب المتعلمین
آداب المتعلمین نام کتابی است از خواجه نصیرالدین طوسی که دربارهٔ آداب تعلیم و تعلم به شیوه توصیه شده دین اسلام و مراتب اخلاقی آن می‌پردازد. این کتاب هم‌اکنون از دروس رسمی حوزه علمیه می‌باشد. این کتاب در گذشته در مجموعه جامع المقدمات منتشر می‌گشت.

## محتوای کتاب
محتوای این کتاب با استمداد از آیات قرآن، روایات و اشعار اخلاقی در دوازده فصل طبقه‌بندی شده‌است.
- فصل اول: ماهیت علم و برتری آن نسبت به دیگر مشغله‌ها
- فصل دوم: نیت دانشجو
- فصل سوم: چگونگی گزینش رشته علمی، استاد و همدرس
- فصل چهارم: کوشش و جدیت دانشجو
- فصل پنجم: آغاز به تحصیل
- فصل ششم: توکل
- فصل هفتم: وقت درس خواندن
- فصل هشتم: مهربانی و نیک‌خواهی
- فصل نهم: شیوه بهره‌مندی و استفاده از استاد
- فصل دهم: پاکدامنی و پرهیزکاری
- فصل یازدهم: آنچه حافظه را تقویت می‌کند.
- فصل دوازدهم:آنچه مایه افزایش روزی گردد.[۱][۲]پ

## ترجمه و شرح
این کتاب تا کنون چندین مرتبه به زبان فارسی ترجمه و شرح داده شده.